# 広島県道71号広島湯来線
広島県道71号広島湯来線（ひろしまけんどう71ごう ひろしまゆきせん）は、広島県広島市西区から広島市佐伯区を結ぶ県道（主要地方道）である。

## 概要

### 路線データ
- 起点：広島市西区田方1丁目（田方橋南詰交差点、国道2号交点）
- 終点：広島市佐伯区湯来町麦谷（国道433号交点）
- 総延長：約36.1 km

## 歴史
- 1993年（平成5年）5月11日 - 建設省から、県道広島湯来線が広島湯来線として主要地方道に指定される[1]。

現在、広島市西区草津南2丁目・草津交番（西）交差点 - 広島市西区田方1丁目・田方橋南詰交差点間は広島市道となっている（政令指定都市であるため、道路管理者に変更はない）。

## 路線状況

### 重複区間
- 広島県道265号伴広島線（広島市佐伯区五日市町石内・五月が丘（南）交差点 - 広島市安佐南区伴中央4丁目・寺組橋(南)交差点）
- 広島県道77号久地伏谷線（広島市安佐南区沼田町吉山 - 広島市安佐南区沼田町阿戸）

## 地理

### 通過する自治体
- 広島市（西区-佐伯区-安佐南区-佐伯区）

### 交差する道路
| 交差する道路                                                                                              | 市町村名 | 市町村名 | 交差する場所 | 交差する場所                                                                                               |
| 現道 | 現道     | 現道     | 現道         | 現道 |
| --- | -------- | -------- | ------------ | --- |
| 国道2号 / 西広島パイパス                                                                                  | 広島市   | 西区     | 田方1丁目    | 田方橋南詰交差点 / 起点 田方橋北詰交差点 田方ランプ                                                        |
| 広島市道草津沼田線 重複区間起点 広島市道草津沼田線 / 草津沼田道路                                         | 広島市   | 西区     | 田方3丁目    | 田方3丁目交差点 沼田出入口                                                                                 |
| 広島県道265号伴広島線 重複区間起点                                                                        | 広島市   | 佐伯区   | 五日市町石内 | 五月が丘（南）交差点                                                                                       |
| 広島県道290号原田五日市線                                                                                 | 広島市   | 佐伯区   | 五日市町石内 | 五月が丘交差点                                                                                             |
| E2 山陽自動車道                                                                                           | 広島市   | 佐伯区   | 五日市町石内 | 五日市インター入口交差点 31 五日市IC                                                                       |
| 広島市道西風新都中央線 広島市道草津沼田線 重複区間終点                                                    | 広島市   | 安佐南区 | 大塚西3丁目  | 大塚駅北交差点                                                                                             |
| 広島県道71号広島湯来線 / 旧道 広島県道265号伴広島線 / 旧道                                                | 広島市   | 安佐南区 | 伴中央4丁目  | 寺組橋（南）交差点                                                                                         |
| 広島県道265号伴広島線 / 現道 重複区間終点                                                                 | 広島市   | 安佐南区 | 伴中央2丁目  | 伴交番入口交差点                                                                                           |
| 広島県道71号広島湯来線 / 旧道 広島県道265号伴広島線 / 旧道                                                | 広島市   | 安佐南区 | 伴中央2丁目  | 伴交番前交差点                                                                                             |
| 広島県道77号久地伏谷線 重複区間起点                                                                       | 広島市   | 安佐南区 | 沼田町吉山   | |
| 広島県道77号久地伏谷線 重複区間終点                                                                       | 広島市   | 安佐南区 | 沼田町阿戸   | |
| 国道433号                                                                                                 | 広島市   | 佐伯区   | 湯来町麦谷   | 終点 |
| 旧道 |          |          |              | |
| 広島県道71号広島湯来線 / 現道 広島県道265号伴広島線 / 現道 重複 広島県道265号伴広島線 / 旧道 重複区間起点 | 広島市   | 安佐南区 | 伴中央4丁目  | 寺組橋（南）交差点 / 旧道起点【北緯34度27分31.5秒 東経132度24分24.7秒 / 北緯34.458750度 東経132.406861度】 |
| 広島県道71号広島湯来線 / 現道 広島県道265号伴広島線 / 旧道 重複区間終点                                   | 広島市   | 安佐南区 | 伴中央2丁目  | 伴交番前交差点 / 旧道終点【北緯34度27分34.4秒 東経132度24分20.2秒 / 北緯34.459556度 東経132.405611度】     |

### 沿線にある施設など
- 広島広域公園
  - 広島広域公園陸上競技場（広島ビッグアーチ）
- 広島高速交通広島新交通1号線（アストラムライン）